# Осиновское (Краснодарский край)
Оси́новское (бывш. Церковный) — покинутое село в Апшеронском районе Краснодарского края России. Входит в состав Тверского сельского поселения.

## География

### Улицы
- ул. Будённого,
- ул. Клубная,
- ул. Коммунаров,
- ул. Лесная,
- ул. Набережная,
- ул. Партизанская.

## История
В 1963 году указом Президиума Верховного Совета РСФСР хутор Церковный переименован в село Осиновское Белореченского сельского района.

## Население
| 2002 | 2010 |
| ---- | ---- |
| 7    | ↘0   |